# Diane Watson
Diane Edith Watson, född 12 november 1933 i Los Angeles, Kalifornien, är en amerikansk demokratisk politiker och diplomat. Hon är ledamot av USA:s representanthus sedan 2001.
Watson utexaminerades 1956 från University of California, Los Angeles. Hon avlade sedan 1987 både sin master vid California State University och doktorsexamen vid Claremont Graduate University. Hon har arbetat som skolpsykolog och som lärare både i skolan och vid universitetet. Hon var ledamot av delstatens senat 1978-1998.
Watson var USA:s ambassadör i Mikronesiens federerade stater 1999-2000.
Kongressledamoten Julian C. Dixon avled i ämbetet i december 2000. Watson vann fyllnadsvalet för att efterträda Dixon i representanthuset. Hon har omvalts fyra gånger.